# Effets de soir
Effets du soir (também chamados de efeitos de noite e do amanhecer )  são os efeitos da luz causados pelo pôr do sol, crepúsculo ou escuridão do início da noite ou das manhãs . Aparecem frequentemente em obras de pintores como Vincent van Gogh,  Bernhard Fries, Armand Guillaumin,  e Camille Corot. Literalmente, significa "efeitos da noite" em francês .
Isso fazia parte de um grupo de técnicas usadas pelos impressionistas, como impasto, en plein air, teoria da cor e pinceladas grossas de tinta a óleo sobre tela. Devemos a Swanevelt, assim como a Claude Lorrain, os dois pintores trabalhando numa espécie de emulação, a criação da paisagem clássica idealizada, testemunhando uma atenção particular aos efeitos da luz ao amanhecer ou ao anoitecer. 
Em 2008, o Museu de Arte Moderna organizou uma grande exposição de effets de soir de van Gogh. A exposição incluiu pinturas icônicas como Os Comedores de Batata, O Semeador (Van Gogh), Noite Estrelada Sobre o Ródano A Noite Estrelada e O Café à Noite .  

## Galeria de imagens

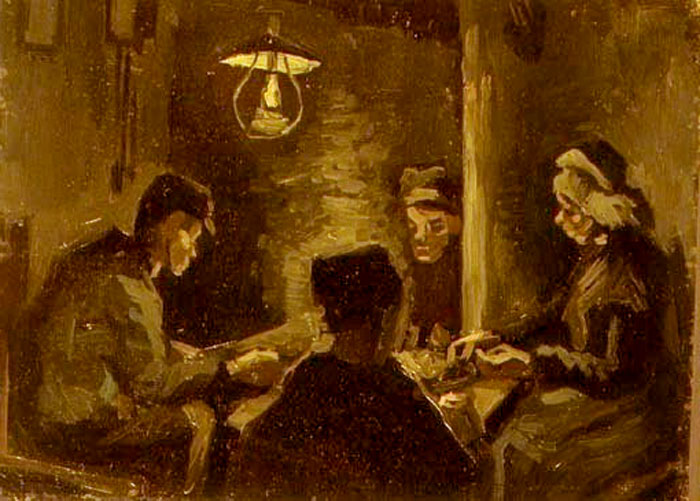
Estudo para os comedores de batata
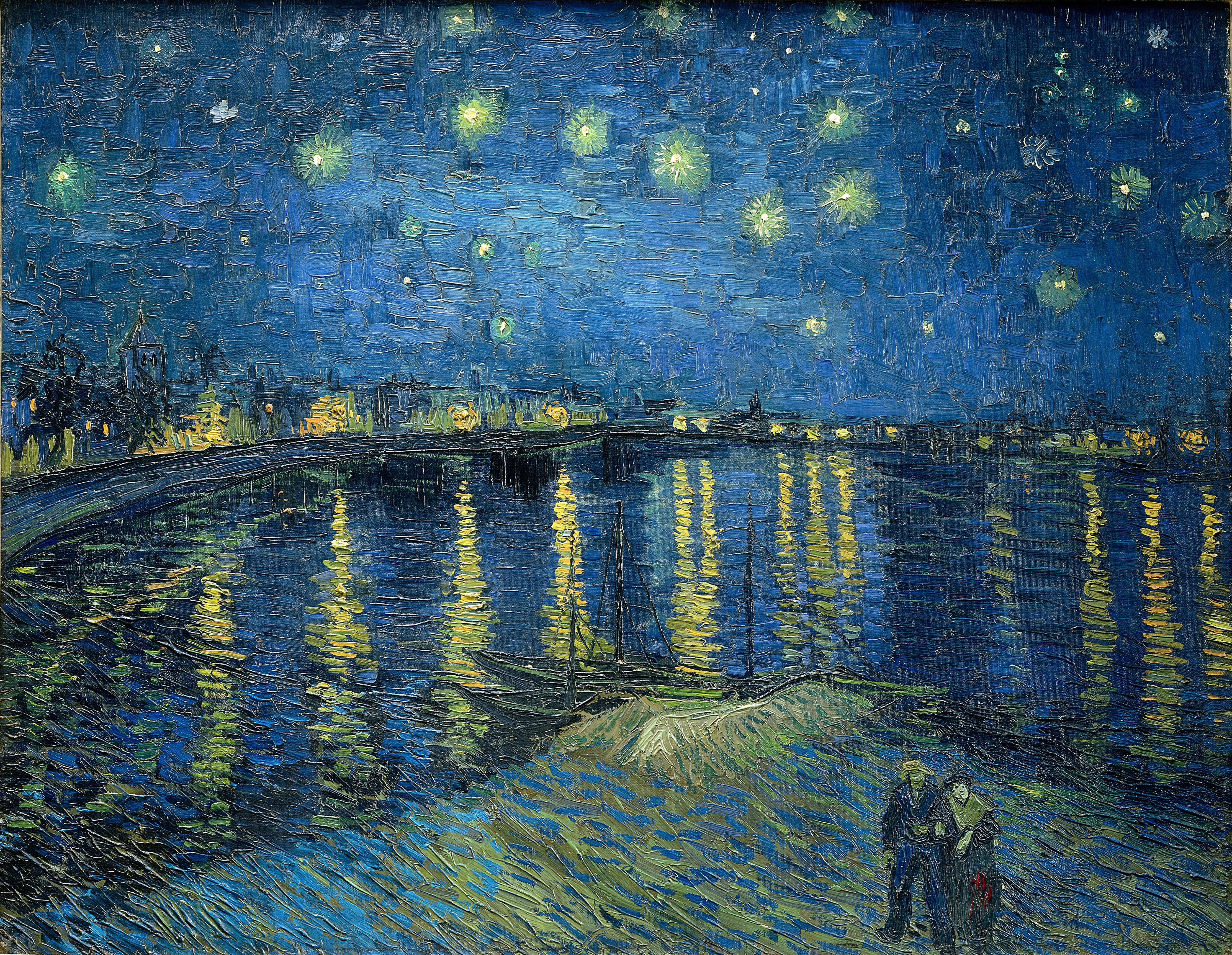
Noite estrelada sobre o Rhone
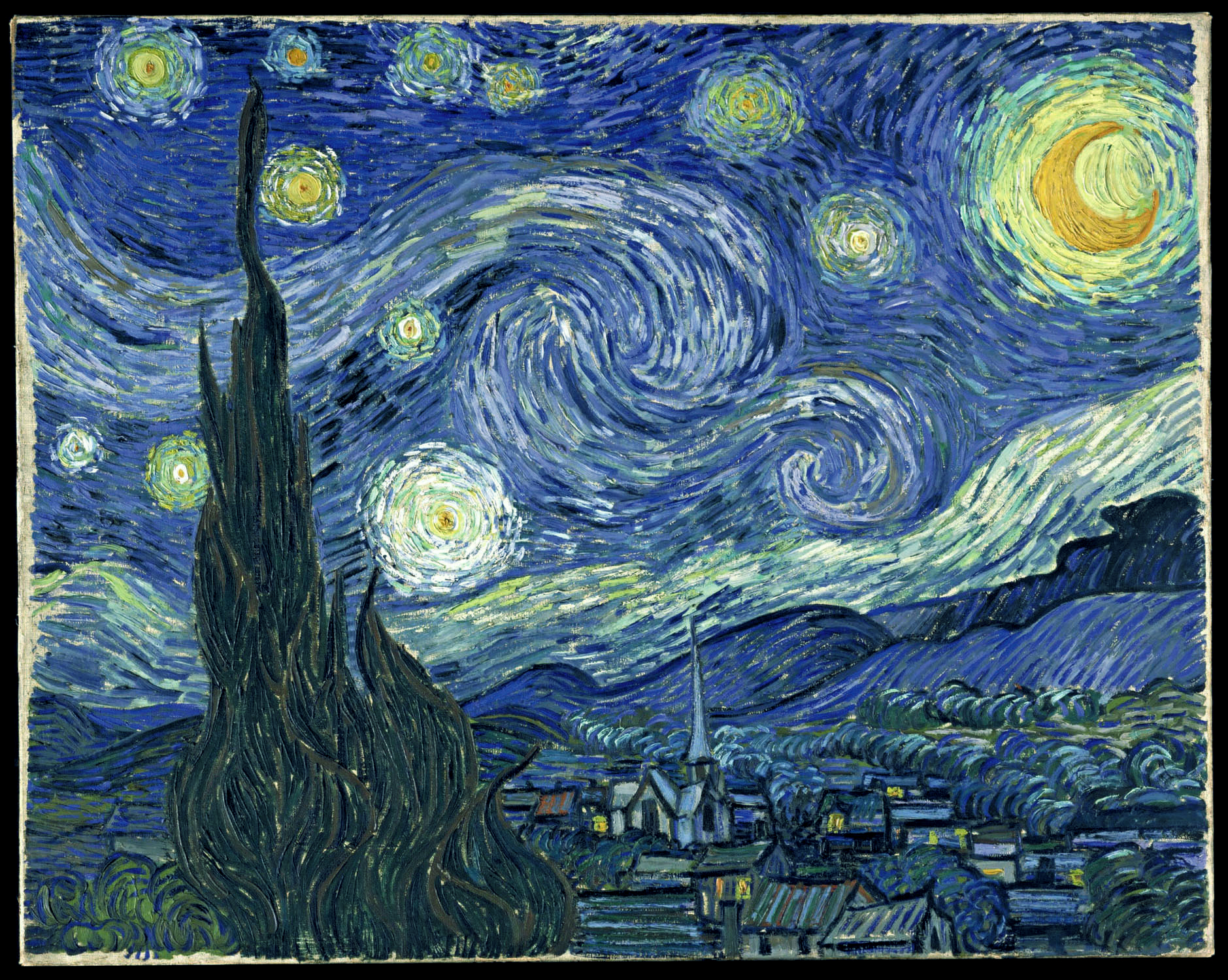
A Noite Estrelada
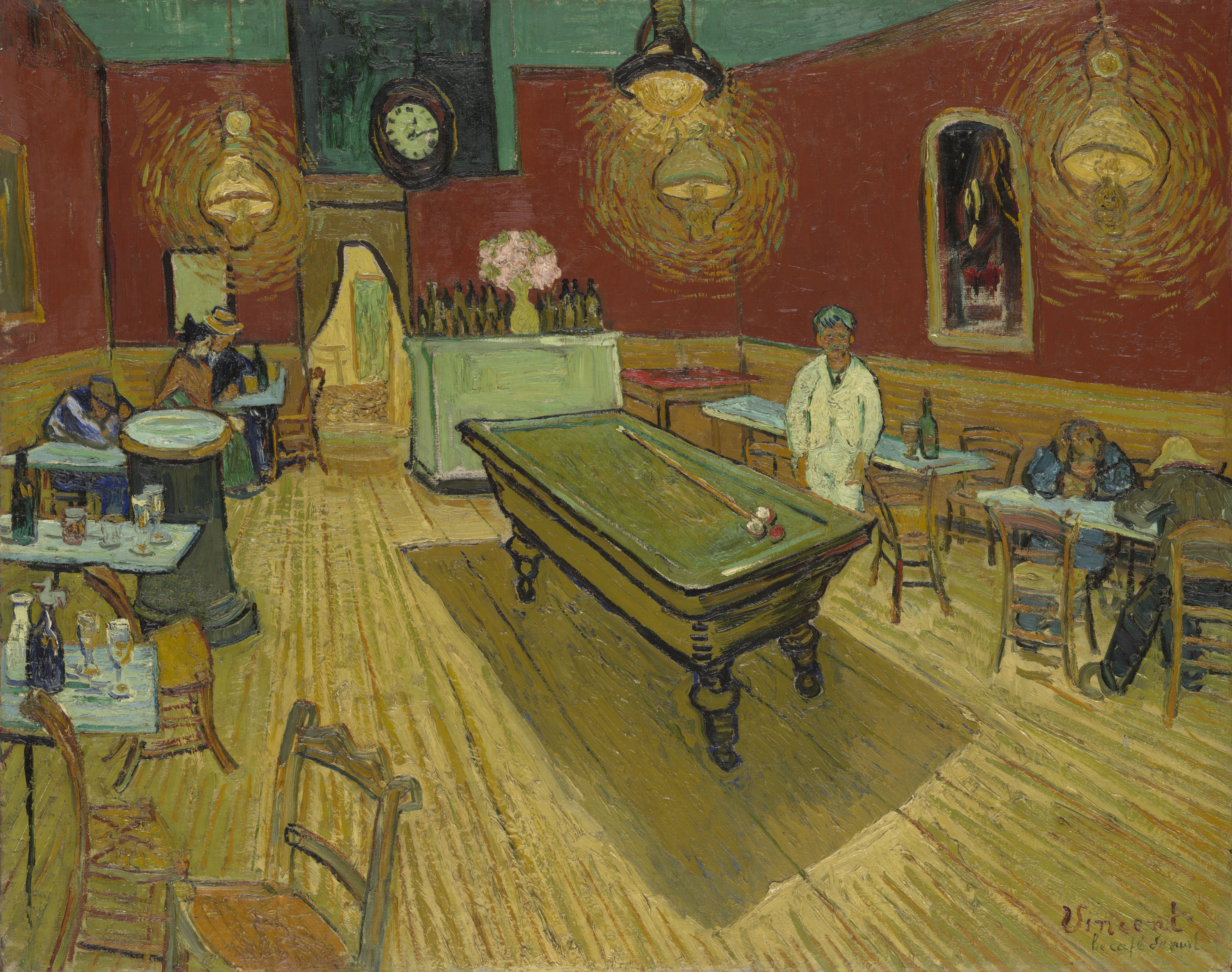
O Café da Noite
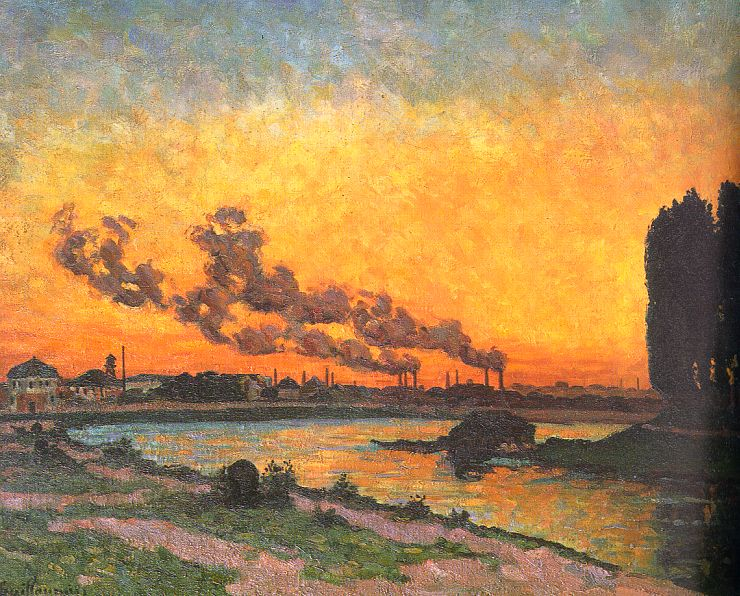
Armand Guillaumin, (1841-1927), Pôr do sol em Ivry (Soleil couchant à Ivry)